# Il ragazzo più felice del mondo
Il ragazzo più felice del mondo è un film del 2018 scritto, diretto e interpretato da Gipi.
È stato presentato nella sezione "Sconfini" alla 75ª Mostra internazionale d'arte cinematografica di Venezia.

## Trama
Il fumettista Gianni Pacinotti, in arte Gipi, è ossessionato dalla necessità di raccontare storie, ma non riesce a trovare la giusta ispirazione per disegnare e la sua recente idea per realizzare un film omoerotico esplicito dal titolo La vita di Adelo è stata bocciata dal produttore Domenico Procacci. 
Un giorno, negli scatoloni di un vecchio trasloco, ritrova una lettera ricevuta vent'anni prima, quando ancora non era famoso e disegnava per una piccola casa editrice, scritta da un ragazzino di quindici anni che si dichiarava suo ammiratore e chiedeva di ricevere un disegno autografato del suo beniamino. Gipi scopre che nel corso di vent'anni, altri cinquanta fumettisti italiani avevano ricevuto la stessa lettera, scritta nelle stesse modalità, con la medesima richiesta e lo stesso indirizzo, e in tutte le lettere chi scriveva dichiarava di essere un adolescente.
Gipi sente di avere tra le mani una grandissima storia da poter raccontare e chiama così i suoi amici, il misantropo siciliano Gero, il musicista pisano ipocondriaco Davide e un cameraman mai inquadrato del quale nessuno ricorda mai il nome, per formare un'improvvisata troupe e girare un documentario. Per il finale, Gipi immagina di coinvolgere tutti i fumettisti italiani che nel corso degli anni hanno ricevuto la lettera e presentarsi a casa dell'ammiratore per disegnare tutti insieme per lui.

## Produzione
Secondo quanto detto da Gipi, il film nasce dopo la scoperta effettuata nell'aprile 2017 dell'esistenza di un uomo che per oltre vent'anni si è finto un adolescente scrivendo lettere a numerosi disegnatori e fumettisti italiani dichiarandosi loro ammiratore e chiedendo un disegno in risposta. Lo stesso Gipi aveva ricevuto la medesima lettera nel 1997.
Il film ha la forma di un falso documentario, intrecciato con elementi di commedia, ed è diretto e interpretato da Gipi, che ha curato anche la sceneggiatura insieme a Gero Arnone. Nel cast principale, oltre allo stesso Gipi, ci sono Gero Arnone, coautore dei corti satirici per la trasmissione Propaganda Live di LA7, Davide Barbafiera, musicista della band Campos, e Francesco Daniele. Nel ruolo della moglie del protagonista c'è invece Chiara Palmieri, moglie di Gipi anche nella vita reale. Il produttore Domenico Procacci e le attrici Jasmine Trinca e Kasia Smutniak appaiono in piccoli camei, mentre il fumettista Mauro Uzzeo interpreta il ruolo di una sensitiva. Appaiono inoltre nel ruolo di loro stessi i fumettisti Emiliano Mammucari, Giacomo Nanni, Laura Scarpa, Margherita Tramutoli, l'editore Francesco Coniglio e il manager Nathanaël Poupin; gli attori della compagnia teatrale pisana "I Sacchi di Sabbia" danno invece il volto ai cavernicoli in una scena del film.
La colonna sonora originale è composta da Valerio Vigliar, mentre la traccia principale del film, Freezing, è della band Campos che appare nel film in un piccolo cameo.

## Distribuzione
Il film viene presentato il 1º settembre 2018 alla 75ª Mostra internazionale d'arte cinematografica di Venezia, nella categoria "Sconfini".
Il 2 novembre il film è stato proiettato in anteprima al Lucca Comics & Games, per poi essere distribuito nelle sale italiane dall'8 novembre 2018.